# Верхний Бузан
Верхний Бузан — посёлок в Красноярском районе Астраханской области, входит в состав Бузанского сельсовета. До 2015 года — административный центр Верхнебузанского сельсовета.

## История
5 ноября 2015 года посёлки Верхний Бузан и Шмагино Верхнебузанского сельсовета вошли в состав Бузанского сельсовета; сами
муниципальные образования «Бузанский сельсовет» и «Верхнебузанский сельсовет» преобразованы путём объединения в муниципальное образование «Бузанский сельсовет» с административным центром в селе Новоурусовка

## География
Посёлок находится  в юго-восточной части Астраханской области, на правом берегу протоки Бузан дельты реки Волги.
Уличная сеть
ул. Гагарина, ул. Звездная, ул. Кирова, ул. Ленина, ул. Мира, ул. Молодежная, ул. Набережная, ул. Пархоменко, ул. Площадь Октября, ул. Советская, ул. Степная, ул. Чехова, ул. Южная.

## Население
| 2002 | 2010  |
| ---- | ----- |
| 1634 | ↗1826 |

## Инфраструктура
Животноводство, во времена СССР действовал совхоз «Картубинский».

## Транспорт
Автодорога регионального значения Новоурусовка — Белый Ильмень 12Н 123.